# Llista de monuments de Tavertet
Llista de monuments de Tavertet inclosos en l'Inventari del Patrimoni Arquitectònic Català pel municipi de Tavertet (Osona). Inclou els inscrits en el Registre de Béns Culturals d'Interès Nacional (BCIN) amb la classificació de monuments històrics, els béns culturals d'interès local (BCIL) de caràcter immoble i la resta de béns arquitectònics integrants del patrimoni cultural català.
| Monument                                             | Protecció       | Estil/època                           | Localització                                                | Coordenades                                          | Codi?         | Imatge |
| ---------------------------------------------------- | --------------- | ------------------------------------- | ----------------------------------------------------------- | ---------------------------------------------------- | ------------- | --- |
| La Torre, o Torre de la Vall                         | BCIN 1615-MH    | Gòtic, obra popular XIII, XVII        | Tavertet                                                    | 42° 00′ 14″ N, 2° 25′ 15″ E / 42.003946°N,2.420880°E | RI-51-0005735 | La Torre (Tavertet) · Vegeu més fotos d'aquest monument · Carregueu una nova foto d'aquest monument                             |
| Torre de la Parareda                                 | BCIN 1616-MH    | Obra popular XVII                     | Tavertet Ctra. l'Esquirol-Tavertet, km 9                    | 41° 59′ 49″ N, 2° 23′ 42″ E / 41.996833°N,2.395138°E | RI-51-0005736 | Torre de la Parareda (Tavertet) · Vegeu més fotos d'aquest monument · Carregueu una nova foto d'aquest monument                 |
| L'Avenc                                              | BCIN 1617-MH    | Gòtic tardà XVI                       | Tavertet                                                    | 42° 00′ 19″ N, 2° 26′ 31″ E / 42.005365°N,2.441983°E | RI-51-0005737 | L'Avenc (Tavertet) · Vegeu més fotos d'aquest monument · Carregueu una nova foto d'aquest monument                              |
| El Desvilar de Sant Bertomeu Sesgorgues, o el Vilar  | BCIN 1618-MH    | Obra popular XVII                     | Tavertet Crta. BV-5207 Tavertet, km 4,5                     | 42° 00′ 53″ N, 2° 22′ 00″ E / 42.014709°N,2.366691°E | RI-51-0005738 | Carregueu una nova foto d'aquest monument                                                                                       |
| Nucli antic de Tavertet                              | BCIN 1877-CH-EN | Obra popular, romànic XI-XXI          | Tavertet                                                    | 41° 59′ 44″ N, 2° 25′ 07″ E / 41.995481°N,2.418593°E | RI-53-0000403 | Nucli antic de Tavertet · Vegeu més fotos d'aquest monument · Carregueu una nova foto d'aquest monument                         |
| Castell de Sorerols                                  | BCIN 3989-MH    | Romànic XI                            | Tavertet Prop de Sant Miquel de Sorerols                    | 41° 59′ 56″ N, 2° 22′ 44″ E / 41.998911°N,2.378993°E | IPA-24360     | Castell de Sorerols (Tavertet) · Vegeu més fotos d'aquest monument · Carregueu una nova foto d'aquest monument                  |
| Jufré                                                |                 | Obra popular XVII                     | Tavertet C. Bisbe Galzerán Sacosta                          | 41° 59′ 45″ N, 2° 25′ 11″ E / 41.99585°N,2.41978°E   | IPA-24282     | El Jufré (Tavertet) · Vegeu més fotos d'aquest monument · Carregueu una nova foto d'aquest monument                             |
| Església de Sant Cristòfol de Tavertet               |                 | Romànic, gòtic XI, XII, XVII          | Tavertet                                                    | 41° 59′ 44″ N, 2° 25′ 10″ E / 41.99545°N,2.41949°E   | IPA-24283     | Església de Sant Cristòfol de Tavertet · Vegeu més fotos d'aquest monument · Carregueu una nova foto d'aquest monument          |
| Església de Sant Miquel de Sorerols                  |                 | Romànic XI, XVII                      | Tavertet Ctra. BV-5207 Tavertet, km 4,35                    | 41° 59′ 44″ N, 2° 22′ 34″ E / 41.99565°N,2.37614°E   | IPA-24295     | Església Sant Miquel de Sorerols (Tavertet) · Vegeu més fotos d'aquest monument · Carregueu una nova foto d'aquest monument     |
| Ermita de Sant Corneli                               |                 | Romànic, obra popular XIII, XVIII, XX | Tavertet Prop de la Cau                                     | 42° 00′ 55″ N, 2° 25′ 23″ E / 42.01515°N,2.42303°E   | IPA-24298     | Carregueu una nova foto d'aquest monument                                                                                       |
| Església de Sant Bartomeu Sesgorgues                 |                 | Romànic, barroc XII, XVIII            | Tavertet Ctra. BV-5207 Tavertet, km 4,5                     | 42° 00′ 53″ N, 2° 21′ 37″ E / 42.01476°N,2.36038°E   | IPA-24300     | Església de Sant Bartomeu Sesgorgues (Tavertet) · Vegeu més fotos d'aquest monument · Carregueu una nova foto d'aquest monument |
| Rectoria de Sant Bartomeu Sesgorgues                 |                 | Obra popular XIX                      | Tavertet Crta. BV-5207 Tavertet, km 4,5                     | 42° 00′ 53″ N, 2° 21′ 37″ E / 42.01465°N,2.36019°E   | IPA-24301     | Carregueu una nova foto d'aquest monument                                                                                       |
| Can Nazari                                           |                 | Obra popular XVII                     | Tavertet Pl. Diputació, 1                                   | 41° 59′ 46″ N, 2° 25′ 08″ E / 41.99611°N,2.41899°E   | IPA-24302     | Can Nazari (Tavertet) · Vegeu més fotos d'aquest monument · Carregueu una nova foto d'aquest monument                           |
| Can Pujolriu                                         |                 | Obra popular XVIII                    | Tavertet C. del Mig, 4                                      | 41° 59′ 45″ N, 2° 25′ 09″ E / 41.99579°N,2.41912°E   | IPA-24303     | Can Pujolriu (Tavertet) · Vegeu més fotos d'aquest monument · Carregueu una nova foto d'aquest monument                         |
| Can Bufia                                            |                 | Obra popular XIX                      | Tavertet C. del Mig, 5                                      | 41° 59′ 42″ N, 2° 25′ 06″ E / 41.995009°N,2.418231°E | IPA-24304     | Carregueu una nova foto d'aquest monument                                                                                       |
| Rectoria                                             |                 | Obra popular XVIII                    | Tavertet C. de Dalt, 1                                      | 41° 59′ 43″ N, 2° 25′ 09″ E / 41.99536°N,2.41927°E   | IPA-24305     | Rectoria (Tavertet) · Vegeu més fotos d'aquest monument · Carregueu una nova foto d'aquest monument                             |
| La Coromina                                          |                 | Obra popular XVIII                    | Tavertet Pl. Major, 1                                       | 41° 59′ 44″ N, 2° 25′ 10″ E / 41.99568°N,2.41948°E   | IPA-24306     | La Coromina (Tavertet) · Vegeu més fotos d'aquest monument · Carregueu una nova foto d'aquest monument                          |
| Can Rocarols o Can Roquerol                          |                 | Obra popular XVIII                    | Tavertet C. del Mig, 8                                      | 41° 59′ 44″ N, 2° 25′ 08″ E / 41.9955°N,2.41882°E    | IPA-24307     | Can Rocarols (Tavertet) · Vegeu més fotos d'aquest monument · Carregueu una nova foto d'aquest monument                         |
| Cal Baró                                             |                 | Obra popular XVIII                    | Tavertet C. del Mig, 6                                      | 41° 59′ 44″ N, 2° 25′ 08″ E / 41.99566°N,2.419°E     | IPA-24308     | Cal Baró (Tavertet) · Vegeu més fotos d'aquest monument · Carregueu una nova foto d'aquest monument                             |
| Can Lluci                                            |                 | Obra popular XVIII                    | Tavertet C. del Mig, 10                                     | 41° 59′ 43″ N, 2° 25′ 07″ E / 41.9954°N,2.41866°E    | IPA-24309     | Can Lluci (Tavertet) · Vegeu més fotos d'aquest monument · Carregueu una nova foto d'aquest monument                            |
| Can Mateu                                            |                 | Obra popular XVII                     | Tavertet C. del Mig, 12                                     | 41° 59′ 43″ N, 2° 25′ 07″ E / 41.9953°N,2.41854°E    | IPA-24310     | Can Mateu (Tavertet) · Vegeu més fotos d'aquest monument · Carregueu una nova foto d'aquest monument                            |
| La Pallissa                                          |                 | Obra popular XVIII                    | Tavertet C. del Mig, 14                                     | 41° 59′ 43″ N, 2° 25′ 06″ E / 41.99523°N,2.41844°E   | IPA-24311     | La Pallissa (Tavertet) · Vegeu més fotos d'aquest monument · Carregueu una nova foto d'aquest monument                          |
| Can Pòlit                                            |                 | Obra popular XVII                     | Tavertet C. del Mig, 22                                     | 41° 59′ 42″ N, 2° 25′ 04″ E / 41.994953°N,2.417897°E | IPA-24312     | Can Pòlit (Tavertet) · Vegeu més fotos d'aquest monument · Carregueu una nova foto d'aquest monument                            |
| El Moner o el Monné                                  |                 | Obra popular XVII                     | Tavertet Ctra. BV-5207 Tavertet                             | 42° 00′ 40″ N, 2° 21′ 02″ E / 42.01116°N,2.35048°E   | IPA-24313     | Carregueu una nova foto d'aquest monument                                                                                       |
| Sentfores                                            |                 | Obra popular XVIII                    | Tavertet Ctra. BV-5207 Tavertet, km 4,5                     | 42° 00′ 55″ N, 2° 21′ 14″ E / 42.015213°N,2.353967°E | IPA-24314     | Carregueu una nova foto d'aquest monument                                                                                       |
| Can Tafura                                           |                 | Obra popular XVIII                    | Tavertet Ctra. BV-5207 Tavertet, km 4,35                    | 42° 00′ 16″ N, 2° 22′ 26″ E / 42.00433°N,2.37389°E   | IPA-24315     | Carregueu una nova foto d'aquest monument                                                                                       |
| Mas de Rajols                                        |                 | Obra popular XVII                     | Tavertet Ctra. C-153 de Rupit                               | 42° 01′ 07″ N, 2° 26′ 40″ E / 42.01873°N,2.44434°E   | IPA-24316     | Mas de Rajols (Tavertet) · Vegeu més fotos d'aquest monument · Carregueu una nova foto d'aquest monument                        |
| Mas Surroca                                          |                 | Obra popular XVII                     | Tavertet Camí de Sau a Rupit                                | 41° 59′ 56″ N, 2° 26′ 39″ E / 41.99892°N,2.44428°E   | IPA-24317     | Carregueu una nova foto d'aquest monument                                                                                       |
| Masia el Campàs                                      |                 | Obra popular XVII                     | Tavertet Camí de Sau a Rupit                                | 41° 59′ 17″ N, 2° 26′ 26″ E / 41.98807°N,2.44042°E   | IPA-24319     | Carregueu una nova foto d'aquest monument                                                                                       |
| Miarons                                              |                 | Obra popular XVII, XIV                | Tavertet Ctra. BV-5207 Tavertet, km 4,5                     | 42° 00′ 15″ N, 2° 22′ 13″ E / 42.00411°N,2.3704°E    | IPA-24321     | Carregueu una nova foto d'aquest monument                                                                                       |
| Mas el Perer                                         |                 | Obra popular XVIII, XVI               | Tavertet Ctra. Vic-Olot, km 29                              | 42° 01′ 33″ N, 2° 26′ 21″ E / 42.02596°N,2.43916°E   | IPA-24323     | Carregueu una nova foto d'aquest monument                                                                                       |
| Mas Tresserres                                       |                 | Obra popular XVI, XVIII               | Tavertet Ctra. BV-5207 Tavertet, km 4,35                    | 42° 00′ 48″ N, 2° 22′ 57″ E / 42.01341°N,2.38243°E   | IPA-24325     | Carregueu una nova foto d'aquest monument                                                                                       |
| Masia les Conques                                    |                 | Obra popular XVII                     | Tavertet Ctra. BV-5207 Tavertet, km 4,35                    | 42° 00′ 30″ N, 2° 22′ 41″ E / 42.00825°N,2.37792°E   | IPA-24327     | Carregueu una nova foto d'aquest monument                                                                                       |
| Església de Santa Cília de Sorerols, o Santa Cecília |                 | Romànic XI, XVIII                     | Tavertet Ctra. BV-5207 Tavertet                             | 41° 59′ 07″ N, 2° 22′ 39″ E / 41.9854°N,2.37742°E    | IPA-24328     | Carregueu una nova foto d'aquest monument                                                                                       |
| Sobiranes                                            |                 | Obra popular XVII                     | Tavertet Ctra. BV-5207 Tavertet, km 4,35                    | 42° 00′ 10″ N, 2° 22′ 54″ E / 42.00274°N,2.38154°E   | IPA-24330     | Carregueu una nova foto d'aquest monument                                                                                       |
| Masoveria del Noguer                                 |                 | Obra popular XIX                      | Tavertet Al costat de l'església de Sant Miquel de Sorerols | 41° 59′ 44″ N, 2° 22′ 33″ E / 41.99545°N,2.37584°E   | IPA-24332     | Carregueu una nova foto d'aquest monument                                                                                       |
| Masia l'Arau                                         |                 | Obra popular XVII, XIV                | Tavertet Ctra. BV-5207 Tavertet, km 4,5                     | 42° 00′ 34″ N, 2° 21′ 30″ E / 42.00931°N,2.35841°E   | IPA-24333     | Carregueu una nova foto d'aquest monument                                                                                       |
| Villaret de Dalt                                     |                 | Obra popular XVIII                    | Tavertet Ctra. BV-5207 Tavertet, km 4,5                     | 42° 00′ 29″ N, 2° 21′ 16″ E / 42.00803°N,2.35445°E   | IPA-24334     | Carregueu una nova foto d'aquest monument                                                                                       |
| Villaret de Baix                                     |                 | Obra popular XVII                     | Tavertet Ctra. BV-5207 Tavertet, km 4,5                     | 41° 59′ 56″ N, 2° 21′ 17″ E / 41.99881°N,2.35469°E   | IPA-24335     | Carregueu una nova foto d'aquest monument                                                                                       |
| Can Juanola                                          |                 | Obra popular XVIII                    | Tavertet C. del Mig, 24                                     | 41° 59′ 42″ N, 2° 25′ 04″ E / 41.994951°N,2.417798°E | IPA-24336     | Can Juanola (Tavertet) · Vegeu més fotos d'aquest monument · Carregueu una nova foto d'aquest monument                          |
| Can Noguer, o Can Nogué                              |                 | Obra popular XVIII                    | Tavertet C. del Mig, 2                                      | 41° 59′ 46″ N, 2° 25′ 10″ E / 41.995983°N,2.419449°E | IPA-24337     | Can Noguer (Tavertet) · Vegeu més fotos d'aquest monument · Carregueu una nova foto d'aquest monument                           |
| Can Pau Vell                                         |                 | Obra popular XVII                     | Tavertet C. del Bac, 8                                      | 41° 59′ 42″ N, 2° 25′ 05″ E / 41.995137°N,2.418131°E | IPA-24339     | Can Pau Vell (Tavertet) · Vegeu més fotos d'aquest monument · Carregueu una nova foto d'aquest monument                         |
| El Sunyer de Baix                                    |                 | Obra popular XVIII                    | Tavertet Ctra. l'Esquirol-Tavertet, km 10 esquerra          | 42° 00′ 15″ N, 2° 24′ 36″ E / 42.00422°N,2.40991°E   | IPA-24340     | Carregueu una nova foto d'aquest monument                                                                                       |
| El Castell                                           |                 | Obra popular XVII                     | Tavertet El Pla del Castell                                 | 41° 59′ 01″ N, 2° 23′ 51″ E / 41.98372°N,2.39754°E   | IPA-24341     | Carregueu una nova foto d'aquest monument                                                                                       |
| Masia la Serra                                       |                 | Obra popular XVIII                    | Tavertet Pista Cantonigrós                                  | 42° 00′ 36″ N, 2° 24′ 07″ E / 42.0099°N,2.40188°E    | IPA-24342     | Carregueu una nova foto d'aquest monument                                                                                       |
| Mas la Cau, o la Calm                                |                 | Obra popular XVII                     | Tavertet Pista Cantonigrós                                  | 42° 01′ 11″ N, 2° 25′ 11″ E / 42.01979°N,2.41963°E   | IPA-24344     | Carregueu una nova foto d'aquest monument                                                                                       |
| Masia el Noguer                                      |                 | Obra popular XVII                     | Tavertet Ctra. l'Esquirol-Tavertet, km 8                    | 41° 59′ 51″ N, 2° 23′ 04″ E / 41.99741°N,2.38445°E   | IPA-24345     | Carregueu una nova foto d'aquest monument                                                                                       |
| Masia el Crous                                       |                 | Obra popular XVIII                    | Tavertet Ctra. l'Esquirol-Tavertet                          | 42° 00′ 07″ N, 2° 23′ 50″ E / 42.00202°N,2.39722°E   | IPA-24346     | Carregueu una nova foto d'aquest monument                                                                                       |
| Masia Monteis, o Monteys                             |                 | Obra popular XVII                     | Tavertet Pista Cantonigrós                                  | 42° 00′ 03″ N, 2° 25′ 37″ E / 42.00079°N,2.42686°E   | IPA-24347     | Carregueu una nova foto d'aquest monument                                                                                       |
| Novelles, o Novelles de Vall                         |                 | Obra popular XVII                     | Tavertet Pista Cantonigrós                                  | 42° 00′ 42″ N, 2° 25′ 17″ E / 42.01162°N,2.42134°E   | IPA-24348     | Novelles (Tavertet) · Vegeu més fotos d'aquest monument · Carregueu una nova foto d'aquest monument                             |
| Novelliques, o Novelles d'Amunt                      |                 | Obra popular XVIII                    | Tavertet Pista Cantonigrós                                  | 42° 00′ 36″ N, 2° 25′ 27″ E / 42.009964°N,2.424296°E | IPA-24350     | Carregueu una nova foto d'aquest monument                                                                                       |
| Can Casals                                           |                 | Obra popular XVII                     | Tavertet Pista Cantonigrós                                  | 42° 00′ 05″ N, 2° 25′ 18″ E / 42.00135°N,2.4218°E    | IPA-24351     | Carregueu una nova foto d'aquest monument                                                                                       |
| Masia el Pontí                                       |                 | Obra popular XVII                     | Tavertet Pista Cantonigrós                                  | 42° 00′ 24″ N, 2° 25′ 23″ E / 42.00668°N,2.42311°E   | IPA-24352     | Carregueu una nova foto d'aquest monument                                                                                       |
| Masia les Baumes                                     |                 | Obra popular XVII                     | Tavertet Ctra. l'Esquirol-Tavertet, km 9                    | 41° 59′ 40″ N, 2° 24′ 05″ E / 41.99439°N,2.4013°E    | IPA-24353     | Masia les Baumes (Tavertet) · Vegeu més fotos d'aquest monument · Carregueu una nova foto d'aquest monument                     |
| El Sunyer de Dalt                                    |                 | Obra popular XVII                     | Tavertet Ctra. l'Esquirol-Tavertet, km 10                   | 42° 00′ 20″ N, 2° 24′ 35″ E / 42.00542°N,2.40969°E   | IPA-24354     | Carregueu una nova foto d'aquest monument                                                                                       |
| Mas Corbera                                          |                 | Obra popular XVIII                    | Tavertet Ctra. l'Esquirol-Tavertet, km 7                    | 42° 00′ 15″ N, 2° 23′ 27″ E / 42.00427°N,2.39085°E   | IPA-24355     | Carregueu una nova foto d'aquest monument                                                                                       |
| Les Valls                                            |                 | Obra popular XVIII                    | Tavertet Ctra. l'Esquirol-Tavertet, km 7                    | 41° 59′ 38″ N, 2° 21′ 39″ E / 41.99384°N,2.36096°E   | IPA-24356     | Carregueu una nova foto d'aquest monument                                                                                       |
| Mas l'Aubet, o l'Albert                              |                 | Obra popular XVII                     | Tavertet Pista Cantonigrós-Tavertet, km 7                   | 42° 00′ 41″ N, 2° 24′ 13″ E / 42.01147°N,2.40359°E   | IPA-24357     | Carregueu una nova foto d'aquest monument                                                                                       |
| La Sarment                                           |                 | Obra popular XVII                     | Tavertet Ctra. l'Esquirol-Tavertet                          | 41° 58′ 57″ N, 2° 22′ 23″ E / 41.9826°N,2.37315°E    | IPA-24359     | Carregueu una nova foto d'aquest monument                                                                                       |
| Cal Sastre                                           |                 | Obra popular XVI                      | Tavertet C. de Sau, 3                                       | 41° 59′ 41″ N, 2° 25′ 07″ E / 41.99464°N,2.41867°E   | IPA-36456     | Cal Sastre (Tavertet) · Vegeu més fotos d'aquest monument · Carregueu una nova foto d'aquest monument                           |
| Cal Cisteller                                        |                 | Obra popular XVIII                    | Tavertet C. de Dalt, 3                                      | 41° 59′ 43″ N, 2° 25′ 09″ E / 41.99524°N,2.41911°E   | IPA-36458     | Cal Cisteller (Tavertet) · Vegeu més fotos d'aquest monument · Carregueu una nova foto d'aquest monument                        |
| Can Magre                                            |                 | Obra popular XVII                     | Tavertet C. del Mig, 20                                     | 41° 59′ 42″ N, 2° 25′ 05″ E / 41.99501°N,2.41805°E   | IPA-36460     | Can Magre (Tavertet) · Vegeu més fotos d'aquest monument · Carregueu una nova foto d'aquest monument                            |
| Cal Curriu                                           |                 | Obra popular XVIII                    | Tavertet Pl. de les Guilleries, 3                           | 41° 59′ 42″ N, 2° 25′ 09″ E / 41.99512°N,2.41915°E   | IPA-36462     | Cal Curriu (Tavertet) · Vegeu més fotos d'aquest monument · Carregueu una nova foto d'aquest monument                           |
| Cal Cabré                                            |                 | Obra popular XIX                      | Tavertet C. de Serrarols, 2                                 | 41° 59′ 45″ N, 2° 25′ 07″ E / 41.99583°N,2.41858°E   | IPA-36463     | Cal Cabré (Tavertet) · Vegeu més fotos d'aquest monument · Carregueu una nova foto d'aquest monument                            |
| Can Vilar                                            |                 | Obra popular XVIII                    | Tavertet C. de Baix, 12                                     | 41° 59′ 44″ N, 2° 25′ 04″ E / 41.9955°N,2.41784°E    | IPA-36464     | Can Vilar (Tavertet) · Vegeu més fotos d'aquest monument · Carregueu una nova foto d'aquest monument                            |
| Can Xicoi                                            |                 | Obra popular XVIII                    | Tavertet C. de Sau, 5                                       | 41° 59′ 40″ N, 2° 25′ 07″ E / 41.99451°N,2.41856°E   | IPA-36466     | Can Xicoi (Tavertet) · Vegeu més fotos d'aquest monument · Carregueu una nova foto d'aquest monument                            |
| Can Refredat                                         |                 | Obra popular XVIII                    | Tavertet C. de Baix, 20                                     | 41° 59′ 43″ N, 2° 25′ 03″ E / 41.99516°N,2.41754°E   | IPA-36467     | Can Refredat (Tavertet) · Vegeu més fotos d'aquest monument · Carregueu una nova foto d'aquest monument                         |
| Can Venc                                             |                 | Obra popular XVIII                    | Tavertet C. de Mondois, 5                                   | 41° 59′ 42″ N, 2° 25′ 10″ E / 41.99508°N,2.4195°E    | IPA-36468     | Can Venc (Tavertet) · Vegeu més fotos d'aquest monument · Carregueu una nova foto d'aquest monument                             |
| Can Carrera                                          |                 | Obra popular XVIII                    | Tavertet C. de Baix, 22                                     | 41° 59′ 42″ N, 2° 25′ 03″ E / 41.99507°N,2.4175°E    | IPA-36469     | Can Carrera (Tavertet) · Vegeu més fotos d'aquest monument · Carregueu una nova foto d'aquest monument                          |
| Can Correu                                           |                 | Obra popular XVIII                    | Tavertet C. de Baix, 26                                     | 41° 59′ 42″ N, 2° 25′ 03″ E / 41.99495°N,2.41751°E   | IPA-36470     | Can Correu (Tavertet) · Vegeu més fotos d'aquest monument · Carregueu una nova foto d'aquest monument                           |
| Can Mariano                                          |                 | XVIII                                 | Tavertet C. de Baix, 18                                     | 41° 59′ 43″ N, 2° 25′ 03″ E / 41.99531°N,2.41759°E   | IPA-36471     | Can Mariano (Tavertet) · Vegeu més fotos d'aquest monument · Carregueu una nova foto d'aquest monument                          |
| Ca l'Eulàlia                                         |                 | Obra popular XVIII                    | Tavertet C. del Mig, 1                                      | 41° 59′ 42″ N, 2° 25′ 06″ E / 41.99508°N,2.41845°E   | IPA-36472     | Ca l'Eulàlia (Tavertet) · Vegeu més fotos d'aquest monument · Carregueu una nova foto d'aquest monument                         |
| Can Baumes                                           |                 | Obra popular XVIII                    | Tavertet C. de Baix, 2                                      | 41° 59′ 45″ N, 2° 25′ 06″ E / 41.99587°N,2.41831°E   | IPA-36473     | Can Baumes (Tavertet) · Vegeu més fotos d'aquest monument · Carregueu una nova foto d'aquest monument                           |
| Can Crosas                                           |                 | Obra popular XVIII                    | Tavertet C. de Baix, 7                                      | 41° 59′ 43″ N, 2° 25′ 04″ E / 41.99533°N,2.41782°E   | IPA-36474     | Can Crosas (Tavertet) · Vegeu més fotos d'aquest monument · Carregueu una nova foto d'aquest monument                           |
| Can Serra                                            |                 | Obra popular XVIII                    | Tavertet C. de Baix, 4                                      | 41° 59′ 45″ N, 2° 25′ 06″ E / 41.99581°N,2.41823°E   | IPA-36554     | Can Serra (Tavertet) · Vegeu més fotos d'aquest monument · Carregueu una nova foto d'aquest monument                            |
| Molí-bernat                                          |                 | Obra popular                          | Tavertet                                                    | 41° 59′ 55″ N, 2° 24′ 36″ E / 41.998658°N,2.409884°E | IPA-36588     | Carregueu una nova foto d'aquest monument                                                                                       |
| Pont de Molí-bernat                                  |                 |                                       | Tavertet                                                    | 41° 59′ 59″ N, 2° 24′ 45″ E / 41.999634°N,2.412384°E | IPA-36592     | Carregueu una nova foto d'aquest monument                                                                                       |
| Cal Sabater                                          |                 | Obra popular XVIII                    | Tavertet C. de Baix, 16                                     | 41° 59′ 43″ N, 2° 25′ 03″ E / 41.995390°N,2.417628°E | IPA-36748     | Cal Sabater (Tavertet) · Vegeu més fotos d'aquest monument · Carregueu una nova foto d'aquest monument                          |
| Can Jep                                              |                 | Obra popular XVIII                    | Tavertet C. de Sau, 1                                       | 41° 59′ 42″ N, 2° 25′ 08″ E / 41.99489°N,2.41877°E   | IPA-36749     | Can Jep (Tavertet) · Vegeu més fotos d'aquest monument · Carregueu una nova foto d'aquest monument                              |
| Cal Pelat                                            |                 | Obra popular XVII                     | Tavertet C. de Dalt, 2                                      | 41° 59′ 43″ N, 2° 25′ 08″ E / 41.9952°N,2.41894°E    | IPA-36750     | Cal Pelat (Tavertet) · Vegeu més fotos d'aquest monument · Carregueu una nova foto d'aquest monument                            |
| Can Sàrries                                          |                 | Obra popular XVII                     | Tavertet C. de Baix, 3 - c. del Bac                         | 41° 59′ 44″ N, 2° 25′ 05″ E / 41.99554°N,2.41819°E   | IPA-36751     | Can Sàrries (Tavertet) · Vegeu més fotos d'aquest monument · Carregueu una nova foto d'aquest monument                          |
| Can Corder                                           |                 | Obra popular XVII                     | Tavertet C. de Baix, 14                                     | 41° 59′ 43″ N, 2° 25′ 04″ E / 41.99541°N,2.41771°E   | IPA-36752     | Carregueu una nova foto d'aquest monument                                                                                       |
| Cabana de la Coromina                                |                 | Obra popular XVII                     | Tavertet Camí del Puig, 1                                   | 41° 59′ 46″ N, 2° 25′ 11″ E / 41.99614°N,2.41973°E   | IPA-36753     | Cabana de la Coromina (Tavertet) · Vegeu més fotos d'aquest monument · Carregueu una nova foto d'aquest monument                |
| La Font                                              |                 | Obra popular XVIII                    | Tavertet Pl. de la Diputació                                | 41° 59′ 46″ N, 2° 25′ 10″ E / 41.99617°N,2.41934°E   | IPA-36754     | La Font (Tavertet) · Vegeu més fotos d'aquest monument · Carregueu una nova foto d'aquest monument                              |